# Michael Dean
Michael Wareham Dean (1964) è un regista, produttore cinematografico, sceneggiatore, compositore e direttore della fotografia statunitense.

## Filmografia
- D.I.Y. or Die: How to Survive as an Independent Artist – documentario (2002)
- Hubert Selby Jr: It/ll Be Better Tomorrow – documentario (2005)
- Living Through Steve Diet Goedde – documentario (2005)
- Guns and Weed: The Road to Freedom – documentario (2011)
- Gun Training with the Non-Aggression Principle, Vol 1 – documentario (2012)